# Ian Borg
Pour les articles homonymes, voir Borg.
Ian Borg (né le 28 février 1986 à Pietà à Malte) est un homme politique maltais. Membre du parti travailliste, il est membre de la chambre des représentants et ministre.

## Biographie

### Début de carrière
Borg nait à Pietà. Diplomé en droit de l'université de Malte en 2012, il est alors maire de Ħad-Dingli depuis 2005 et réélu à deux reprises. Dès l'année suivante, il fait son entrée à la chambre des représentants et est nommé dans la Forbes 30 Under 30 de l'année. En 2015, il est accusé d'avoir manipulé un homme âgé avec des problèmes de santé mentale en le saoulant pour acquérir sa propriété sous la valeur marchande, chose qu'il nie en court. Quelques années plus tard, il est accusé d'avoir abusé de ses pouvoirs de ministre pour obtenir un permis de construction de piscine sur la propriété.

### Carrière ministérielle
Rapidement promu ministre des Infrastructures, des Transports et des Grands projets, Borg est chargé de la promotion du projet de métro de Malte qu'il prevoit complété dans les vingt ans. Dans le cadre d'un remaniement ministériel, il devient ministre des Affaires étrangères et européennes et du Commerce en 2022 et obtient des positions à l'OSCE et le Conseil de sécurité des Nations unies. Après la démission de Chris Fearne comme vice-premier ministre, Borg se porte comme candidat au poste et sa candidature et poussée par les dirigeants du parti ce qui en fait le seul candidat viable. Dû à ses controverses passées, il est comparé à ses prédécesseurs comme bras droit du PL Fearne, Chris Cardona et Konrad Mizzi, qui ont tous eu à démissionner dû à des scandales de corruption. En novembre 2024, il devient aussi ministre du Tourisme.